# Green Township (Adams County, Ohio)
Green Township ist eines von fünfzehn Townships des Adams Countys im US-Bundesstaat Ohio. Das U.S. Census Bureau hat bei der Volkszählung 2020 eine Einwohnerzahl von 552 ermittelt.

## Geografie
Green Township liegt im äußersten Südosten des Adams Countys im Südwesten von Ohio, grenzt im Süden an den Ohio River, der die natürliche Grenze zu Kentucky bildet, und grenzt im Uhrzeigersinn an die Townships Brush Creek Township, Jefferson Township, Nile Township im Scioto County und Monroe Township. Green Township ist das am südlichsten gelegene Township des Countys.

## Verwaltung
Das Township wird durch ein Board of Trustees, bestehend aus drei gewählten Mitgliedern, verwaltet. Zwei Personen werden jeweils im Jahr nach der Präsidentschaftswahl gewählt und eine jeweils im Jahr davor. Die Amtszeit dauert in der Regel vier Jahre und beginnt jeweils am 1. Januar. Daneben gibt es noch einen Township Clerk (Schriftführer), der ebenfalls im Jahr vor der Präsidentschaftswahl auf eine vierjährige Amtszeit gewählt wird. Dessen Amtszeit beginnt jeweils am 1. April.